# Durangarchips
Durangarchips là một chi bướm đêm thuộc phân họ Tortricinae của họ Tortricidae.

## Các loài
- Durangarchips druana (Walsingham, 1914)